# Henri Anspach
Henri Anspach (Bruselas, 10 de julio de 1882-Portet-sur-Garonne, Francia, 29 de marzo de 1979) fue un deportista belga que compitió en esgrima, especialista en la modalidad de espada. Participó en los Juegos Olímpicos de Estocolmo 1912, obteniendo una medalla de oro en la prueba por equipos.

## Palmarés internacional
| Juegos Olímpicos | Juegos Olímpicos   | Juegos Olímpicos | Juegos Olímpicos   |
| Año              | Lugar              | Medalla          | Prueba             |
| ---------------- | ------------------ | ---------------- | ------------------ |
| 1912             | Estocolmo (Suecia) | Medalla de oro   | Espada por equipos |